# Ausztráliai delfin
Az ausztráliai delfin (Orcaella heinsohni) az emlősök (Mammalia) osztályának párosujjú patások (Artiodactyla) rendjébe, ezen belül a delfinfélék (Delphinidae) családjába tartozó faj, amelyet 2005-ben írtak le először.

## Neve és felfedezése
Ez a delfinfaj a nevét George Heinsohn ausztrál biológusról kapta. A holotípus, QM JM4721 (JUCU MM61) 1972. április 21-én került elő; ez egy a Queensland vizeiben cápa elleni hálóba gabalyodott és megfulladt hím példány koponyája és néhány csontja. Feltételezések szerint halálakor 11 éves lehetett, azaz már felnőtt volt. Habár 1972-ben került elő, 2005-ig, a pontosabb leírásáig nem számított önálló fajnak.

## Előfordulása
Az ausztráliai delfin a Szahul-self endemikus delfinje, bár az egyedek többsége Ausztrália északi partjain honos. A Csendes-óceán partján levő Townsville közelében körülbelül 200 példány fordul elő. Nem számít gyakori fajnak, emiatt szigorú védettségre szorul. A Természetvédelmi Világszövetség (IUCN) korábban a mérsékelten fenyegetett fajok közé sorolta, azonban újabban a sebezhető fajok listáján szerepel. Egyes példányokat hajók sebesítenek meg, mások pedig halászhálókba vagy cápa elleni hálókba gabalyodnak be és ezáltal pusztulnak el. A Washingtoni egyezmény (CITES) és a bonni egyezmény (Convention on the Conservation of Migratory Species of Wild Animals, CMS) is védelmezi.

## Megjelenése
A hím 270 centiméteres, a nőstény átlagos hossza 230 centiméter. A háti része barnás, az oldalai világos barnák, a hasi része fehér. A homloka gömb alakú. A hátúszója más ausztrál delfinekhez képest nagyon kicsi, csökevényes. Az ausztráliai delfint legközelebbi rokonától, a kúposfejű delfintől (Orcaella brevirostris) a színek száma - az ausztráliai háromszínű, míg a kúposfejű kétszínű -, az oldalairól hiányzó barázdák és a nyaki gyűrődések különböztetik meg. A két Orcaella-faj a koponyaalak és a mellúszók alapján is megkülönböztethető egymástól. A felső állcsont egy-egy felén 11-22 fog ül, míg az állkapocscsont egy-egy felén 14-19 fog lehet.

## Életmódja
Körülbelül 18-20 fős, vagy ennél kisebb csoportokban él. Halakkal, fejlábúakkal és rákokkal táplálkozik. Nagyjából 30 évig élhet.

## Érdekesség
A kutatók megfigyelték amint egyes példányok Sousa sahulensis delfineknek próbáltak udvarolni, és ezek viszonozták az udvarlást.

### Fordítás
- Ez a szócikk részben vagy egészben  az   Australian snubfin dolphin című angol Wikipédia-szócikk ezen változatának fordításán alapul.  Az eredeti cikk szerkesztőit annak laptörténete sorolja fel. Ez a jelzés csupán a megfogalmazás eredetét és a szerzői jogokat jelzi, nem szolgál a cikkben szereplő információk forrásmegjelöléseként.